# 24862 Hromec
24862 Hromec è un asteroide della fascia principale. Scoperto nel 1996, presenta un'orbita caratterizzata da un semiasse maggiore pari a 2,6011518 au e da un'eccentricità di 0,1471683, inclinata di 4,14987° rispetto all'eclittica.
L'asteroide è dedicato al medico slovacco Arnošt Hromec.